# 사토 쇼
사토 쇼(일본어: 佐藤 祥, 1993년 7월 22일 ~ )는 일본의 축구 선수이다. 현재 J2리그의 도치기 SC에서 뛰고 있다.

## 구단 경력
그는 2011년부터 J리그의 제프 유나이티드 지바, 블라우블리츠 아키타, 미토 홀리호크, 더스파구사쓰 군마, 도치기 SC에서 뛰었다.